# Кёлерт, Матс
Матс Кёлерт (нем. Mats Köhlert; род. 2 мая 1998, Гамбург) — немецкий футболист, защитник датского клуба «Брондбю».

## Клубная карьера

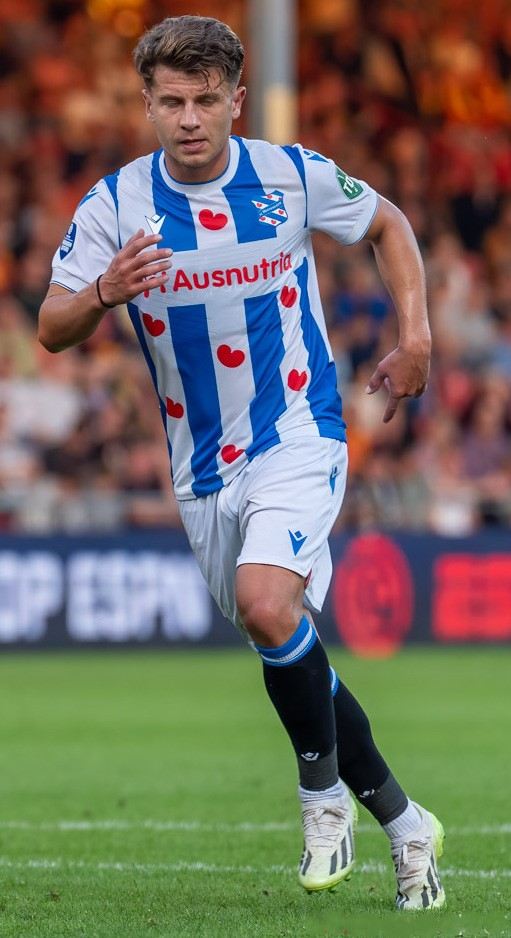
Кёлерт в составе «Херенвена»

Кёлерт — воспитанник клубов «Спербер Гамбург», «Айнтрахт» (Нордерштедт), «Санкт-Паули» и «Гамбург». В 2017 году игрок дебютировал за дублирующий состав последних. 30 марта 2019 года в матче против «Бохума» он дебютировал во Второй Бундеслиге. Летом 2019 года Кёлерт перешёл в нидерландский Виллем II. 2 августа в матче против ПЕК Зволле он дебютировал в Эредивизи. 24 августа в поединке против «Эммена» Матс сделал «дубль», забив свои первые голы за команду. Летом 2022 года Кёлерт подписал контракт на 3 года с клубом «Херенвен». 5 августа в матче против роттердамской «Спарты» он дебютировал за новую команду. 23 октября в поединке против «Волендама» Матс забил свой первый гол за «Херенвен». 
Летом 2025 года Кёлерт на правах свободного агента подписал контракт на четыре года с датским «Брондбю». 

## Международная карьера
В 2015 году Кёлерт в составе юношеской сборной Германии завоевал серебряные медали юношеского чемпионата Европы в Болгарии. На турнире он сыграл в матчах против команд Бельгии, Чехии, Испании и Франции. 
В том же году Кёлерт принял участие в юношеском чемпионате мира в Чили. На турнире он сыграл в матчах против команд Австралии, Аргентины, Мексики и Хорватии.